# Robert Geesink
Robert Geesink (1945 -1992) fue un profesor, y botánico holandés, que desarrolló actividades académicas en el "Herbario Rijksherbarium", de Leiden.

## Algunas publicaciones
- lurly m. r. Nanhoe, robert Geesink. 1982. Punch card key to the genera of S.E. Asiatic Leguminosae for vegetative and fruiting material. Ed. Rijksherbarium
- 1978. Key to the genera and some species of the SE. Asiatic Leguminosae-Faboideae "Papilionaceae". Ed. Rÿksherbarium. 15 pp.

### Libros
- p. Baas, kees Kalkman, r. Geesink. 1990. The plant diversity of Malesia. Proceedings of the Flora Malesiana Symposium commemorating Professor Dr. C.G.G.J. van Steenis, Leiden, agosto de 1989. Ed. Springer. 420 pp. ISBN 0792308832 En línea
- 1987. Theory or classification of organisms. 72 pp.
- 1984. Scala Millettiearum: a survey of the genera of the Millettieae (Legum.-Pap.) with methodological considerations. Volumen 8 de Leiden botanical series. Ed. E.J. Brill. 131 pp. ISBN 9004074988
- 1981. Thonner's analytical key to the families of flowering plants. Vol. 5 de Leiden botanical series. Ed. Centre for Agricultural Pub. & Documentation. 231 pp. ISBN 906021461
- 1976. A provisional key to the genera and some species of the S.E. Asiatic Leguminosae-Faboideae, "Papilionaceae". Vol. 4 de Flora Malesiana miscellaneous records. Ed. Rÿksherbarium. 54 pp.
- Two new species of Swertia (Gentianaceae) from N. Sumatra. 132 pp.

## Honores

### Epónimos
- (Leguminosae) Dendrolobium geesinkii H.Ohashi[1]
- (Leguminosae) Kunstleria geesinkii Ridd.-Num. & Kornet[2]
- (Orchidaceae) Dendrochilum geesinkii J.J.Wood[3]
- (Polygalaceae) Xanthophyllum geesinkii Meijden[4]
- (Rubiaceae) Argostemma geesinkii B.Bremer[5]
- La abreviatura «R.Geesink» se emplea para indicar a Robert Geesink como autoridad en la descripción y clasificación científica de los vegetales.[6]